# Степановы (деревня)
 Степановы  — деревня в Кирово-Чепецком районе Кировской области в составе Пасеговского сельского поселения.

## География
Расположена непосредственно к востоку от станции Лянгасово на север от деревни Шалаевы.

## История
Известна с 1764 года как деревня Ситниковская с 16 жителями, в 1802 году 4 двора. В 1873 году в деревне (Ситниковская или Степановы, Степинцы) дворов 7 и жителей 52, в 1905 (деревня Ситниковская или Степановы) 8 и 42, в 1926 (Степановы или Ситниковский) 8 и 45, в 1950 7 и 25, в 1989 4 постоянных жителя. Настоящее название утвердилось с 1939 года. В настоящее время из старых домов остался один, на спуске к деревне Шалаевы. Сама деревня трансформировалась в садоводческое товарищество "Медик", расположенное вдоль железной дороги.

## Население
Постоянное население составляло 0 человек в 2002 году, 3 в 2010.